# Thamnodynastes dixoni
Thamnodynastes dixoni is een slangensoort uit de familie toornslangachtigen (Colubridae) en de onderfamilie Dipsadinae.

## Naam en indeling
De wetenschappelijke beschrijving van de soort door Joseph Randle Bailey en Robert A. Thomas werd in 2007 gepubliceerd. De soort is genoemd naar James Ray Dixon, een specialist van de herpetofauna van Zuid-Amerika. Hij en Mark A. Staton verzamelden het holotype op 17 oktober 1973 in Hato La Guanota nabij San Fernando in de deelstaat Apure in Venezuela. Het holotype is een volwassen vrouwtje, 432 mm lang.

## Verspreiding en habitat
De soort komt voor in de llanos van zuidwestelijk Venezuela en zuidoostelijk Colombia en de seizoensgebonden tijdelijke moerassen in het bekken van de Orinoco; het exacte verspreidingsgebied is nog niet bekend. De soort is aangetroffen van zeeniveau tot op een hoogte van ongeveer 500 meter boven zeeniveau.

## Beschermingsstatus
Door de internationale natuurbeschermingsorganisatie IUCN is de beschermingsstatus 'veilig' toegewezen (Least Concern of LC).